# Smuteční války

Rozmístění kmenů Irokézské ligy počátkem 17. století

Smuteční války (anglicky „Mourning wars“) je název pro války vedené severoamerickými Indiány. Takové výboje vedli především Irokézové vůči jiným indiánským kmenům za účelem doplnit svou populaci a nahradit zemřelé členy kmene.

## Charakteristika Irokézů
Irokézové byli uskupením pěti (později šesti) kmenů, které se usadily na severozápadě dnešního unijního státu New York. Hlavním zdrojem jejich obživy bylo zemědělství. Lov a rybolov představovaly spíše doplňky existenčního zajištění. Původně samostatné kmeny se v 15. až 16. století spojily a vytvořily kmenový svaz zvaný obvykle Irokézská liga. Jednalo se zprvu o pět kmenů; byli to Senecové, Cayugové, Onondagové, Oneidové a Mohawkové. Cílem ligy bylo udržet mír mezi doposud znesvářenými irokézskými kmeny, případně se spojit proti vnějším nepřátelům. Vztahy s okolními etniky byly vesměs napjaté, přičemž za hlavní nepřátele Irokézů lze považovat Hurony.

## Války a zajatci
O Irokézích bylo obecně známo, že válka tvořila nedílnou součást jejich kultury. „Válka je pro Irokéze nutností… je to jeden ze základních zákonů jejich existence“ napsal v 18. století přední znalec tohoto etnika Joseph François Lafitau. Irokézové válčili z mnoha různých důvodů - pro slávu, prestiž, z pomsty, jistou roli hrály i ekonomické motivy (bobří války). Mezi nejdůležitější motivy pro vedení válek patřila snaha získat zajatce.
Ukázkou vynikajících bojových schopností bylo nejen přinést skalpy či části těla zabitých nepřátel, ale trofej v podobě živých válečných zajatců považovali Irokézové za ještě cennější. Zajatci plnili velmi důležitou roli v chodu společnosti. Představovali nejen symbol úspěšného válečného tažení a případné oběti tradičního rituálu umučení a snědení, ale hráli i zcela praktickou úlohu při uchování struktury a počtu kmenových populací. 

## Smutek a rituál adopce

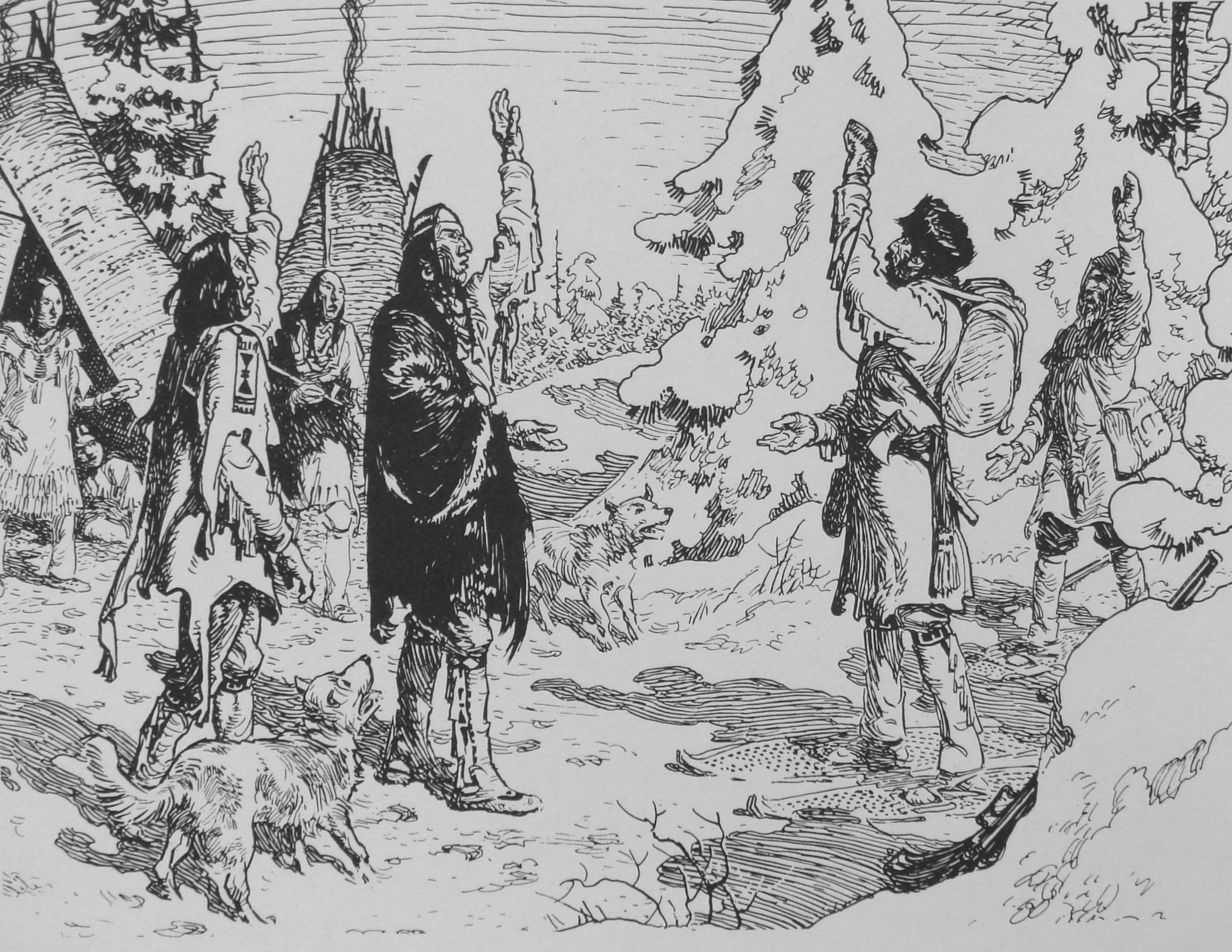
Pierre-Esprit Radisson byl jedním z nemnoha lidí, kteří prošli dvakrát rituálem adopce mezi Irokéze. Stalo se tak v 50. letech 17. století. Radisson nakonec stejně natrvalo uprchl zpět k Francouzům. Na kresbě je zachycen při příchodu do indiánského tábora.

Irokézové věřili, že úmrtím člena kmene je jejich společenství ochuzeno o sílu a schopnosti nebožtíka. Tomu se podle jejich víry dalo odpomoci tím, že na místo zemřelého nastoupil (nebo byl adoptován) někdo jiný, aby převzal identitu zemřelého. Pokud by k takovým náhradám nedocházelo, mohlo být poškozeno fungování celého společenství. Když mezi Irokézi někdo zemřel - nezávisle na příčině smrti - měl jeho kmen povinnost držet za mrtvého smutek, a to různě dlouhou dobu a různými způsoby. Záleželo na tom, v jakém příbuzenském poměru k zemřelému lidé byli. Smutek pozůstalých se dal zahladit kondolenčními rituály. Pokud však pozůstalí odmítli přestat truchlit, mohlo dojít k tomu, že ženy z rodiny mrtvého podnítily válečnou výpravu, jež měla za úkol přivést zajatce. Je zajímavé, že mužové z rodiny zemřelého se obvykle ozbrojeného útoku neúčastnili. Pokud se nájezd vydařil a útočná skupina se úspěšně vrátila se zajatci, neměli tito jisté, že skutečně budou adoptováni, i když by pro ně byla „volná místa“. Zajatce Irokézů čekaly v zásadě dvě osudové možnosti, buď byli umučeni nebo adoptováni některou z rodin kmenu. O tom, koho potká jaký osud, rozhodovaly různé okolnosti. Záleželo na tom, jestli šlo o zajatce mužského či ženského pohlaví – preferovány byly ženy. Svou roli hrál také věk, mladí lidé měli větší šanci, ale zřejmě nejdůležitější byl celkový dojem, jaký zajatec či zajatkyně na případnou adoptující rodinu udělali. Často se stávalo, že zajatec, předtím než byl adoptován, si musel vytrpět „lehčí“ formu mučení a do poslední chvíle nevěděl, zda neskončí umučen „ohněm“. Pokud byl zajatec nakonec adoptován, neměl ještě vyhráno. Podléhal určité zkušební lhůtě, během níž měl postavení jakéhosi otroka a mohl být prakticky kdykoli zabit. I později, když už byl plnoprávným členem rodiny, se občas stávalo, že byl využíván na podřadnější práce a někdy se s ním nezacházelo v rukavičkách. Přesto se dá říci, že zajatec, který u rodiny vydržel několik let, byl považován za čistokrevného Irokéze a mohl získat (většinou jako „dědictví“ po zemřelém, kterého nahradil) i hodnost vyššího sachema (náčelníka). Takový byl případ francouzského jezuity Pierra Milleta, který se na počátku 90. let 17. století stal sachemem Oneidů. Případy, že by adoptovaný zajatec od své rodiny utekl, se ovšem stávaly, ale nešlo o rozšířený jev. Mnozí zajatci ani neměli kam utíkat, neboť jejich indiánské národy či kmeny buď zanikly anebo byly efektivně rozprášeny (např. Neutrálové). Pokud i přesto zajatec utekl a byl následně chycen, čekala ho ve většině případů smrt. Ale opět nešlo o pravidlo a jsou zaznamenány případy, kdy ta stejná osoba prošla rituálem adopce i dvakrát. Výše popsané schéma je samozřejmě zjednodušené, ale v zásadě takto to ideálně u Irokézů a také Huronů fungovalo.

## Smuteční války po kontaktu sEvropany

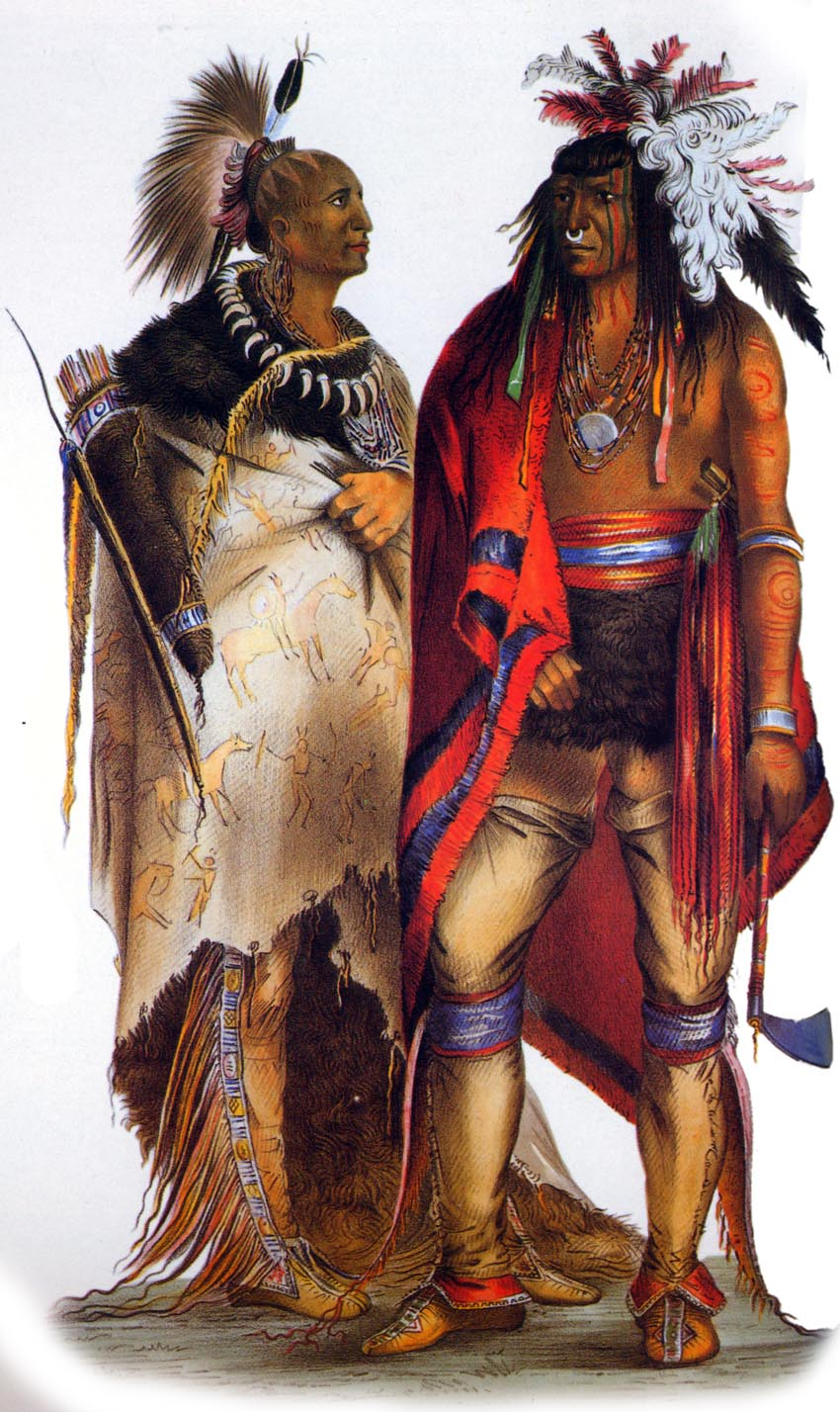
Irokézský bojovník (vpravo) na obraze George Catlina z 19. století

Velký zlom pro tento systém nastal po příchodu bělochů, především pak v důsledku rozmachu Evropany přivlečených nemocí. Ztráty populace v důsledku epidemií, jež mezi Irokézi periodicky propukaly od roku 1634, byly enormní. Smuteční války se tak staly jedním ze základních prostředků, jak úbytek populace kompenzovat. Roztočila se spirála zajímání velkého množství lidí, jejichž adopci už prakticky nebylo možné „ošetřit“ plně ritualizovanou formou. Když například Irokézové koncem 40. let a na počátku 50. let 17. století porazili čtyři velké kmenové svazy za sebou (Huroni, Petuni, Neutrálové, Eriové), adoptovali mezi sebe celé vesnice z těchto etnik (koncem 70. let podobně naložili i s částí Susquehannoků). V podstatě je nechali přesídlit na své území a začlenili je do příslušného kmene. Ačkoli takto získaní lidé v zásadě nahradili Irokézům jejich vlastní zemřelé, plnému rituálu adopce se to podobalo jen vzdáleně. Přesto byli tito cizinci považováni za Irokéze, i když je Irokézové nebyli schopni efektivně kulturně „pohltit“. Výsledkem bylo vzájemné kulturní promíchání, jež mělo za následek změnu či zánik mnohých irokézských zvyklostí už v průběhu 17. století. Již v 60. letech 17. století žilo podle jezuitů v Irokézii více „cizinců“ než domorodců (celková irokézská populace byla tou dobou 10 000–15 000 lidí) a tito „cizinci“ měli podle některých dobových autorů (např. Charlese La Potherie) značně devastační efekt na irokézskou kulturu.
Přes zmíněné nedostatky plnily tyto masivní adopce svůj hlavní účel. Irokézům se díky této strategii dařilo – navzdory epidemiím a válkám – držet svou populaci až do počátku 90. let 17. století na zhruba stabilní výši. Koncem 17. století sice utrpěli těžké ztráty v bojích s Francouzi a jezerními kmeny (válka krále Viléma), ale od počátku 18. století se jim znovu podařilo stabilizovat výši své populace. Smuteční války v té době už ztratily svou razanci, ale přesto zůstávala adopce zajatců ještě dlouhou dobu jedním z nejdůležitějších rituálů praktikovaných v Irokézské lize.